# IC 2562
IC 2562 је спирална галаксија у сазвјежђу Лав која се налази на листи објеката дубоког неба у Индекс каталогу.
Деклинација објекта је + 16° 9' 18" а ректасцензија 10h 18m 54,4s. Привидна величина (магнитуда) објекта IC 2562 износи 14,5 а фотографска магнитуда 15,2. IC 2562 је још познат и под ознакама MCG 3-26-53, CGCG 93-89, PGC 30119.